# Vereinigte Bürgerfront

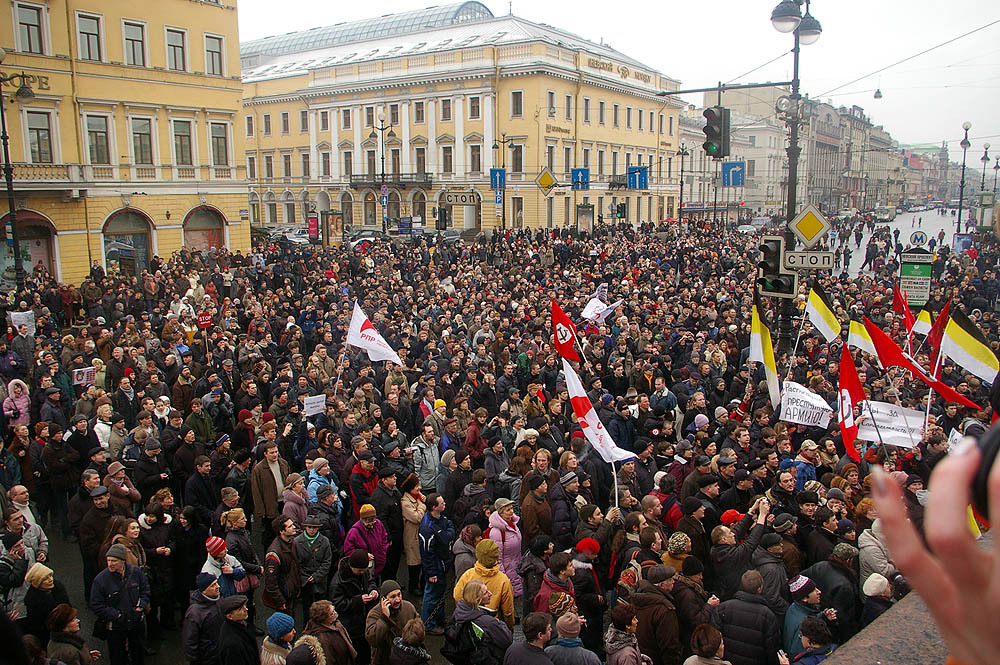
Marsch der Unzufriedenen in Sankt Petersburg, März 2007

Die Vereinigte Bürgerfront (russisch Объединённый гражда́нский фронт, ОГФ) ist eine liberale politische Organisation in Russland, die vom Schachgroßmeister und Oppositionspolitiker Garri Kasparow angeführt wird.
Sie wurde im Juni 2005 gegründet und im November 2006 offiziell vom russischen Justizministerium registriert. Im Manifest der Vereinigten Bürgerfront nennt sie die Bekämpfung des politischen Systems von Präsident Wladimir Putin, der Korruption und der Bürokratie sowie Sicherung freier Wahlen und unabhängiger Justiz als ihr vorrangiges Ziel. Außerdem tritt sie für eine friedliche Beendigung des Tschetschenien-Konfliktes auf. Die Vereinigte Bürgerfront ist Mitorganisator der sogenannten Märsche der Unzufriedenen, die in größeren Städten Russlands veranstaltet werden und ist am Oppositionsbündnis Das andere Russland beteiligt.

## Vorfälle
Am 10. Dezember 2006 wurde Kasparow aus der ARD-Sendung Sabine Christiansen ausgeladen. Zwei Tage später, am 12. Dezember, wurde das Moskauer Büro der Bürgerfront vom russischen Inlandsgeheimdienst FSB und Beamten einer Polizeieinheit gegen das organisierte Verbrechen durchsucht und Bücher und Zeitungen beschlagnahmt. Ein für den 16. Dezember geplanter Marsch der Unzufriedenen wurde von den Behörden abgesagt. Einer auf dem Triumph-Platz (Startplatz des eigentlichen Marsches) genehmigten Kundgebung mit 3.000 Demonstranten standen 8.500 Polizisten gegenüber.
Wiktor Geraschtschenko, Mitglied im Yukos-Aufsichtsrat und ehemals Chef der sowjetischen und russischen Zentralbank, äußerte seine Bereitschaft als Kandidat der Bürgerfront in den Wahlkampf der Russischen Präsidentschaftswahlen 2008 zu ziehen.
Am 28. Juli 2007 gab die Vereinigte Bürgerfront bekannt, dass die oppositionelle Journalistin Larissa Arap seit dem 6. Juli 2007 in einer geschlossenen psychiatrischen Anstalt in Murmansk festgehalten werde. Die Journalistin wurde daraufhin nach einem sechswöchigen Zwangsaufenthalt aus der Anstalt entlassen.